# Polygala kurtzii
Polygala kurtzii är en jungfrulinsväxtart som beskrevs av Alfred William Bennett. Polygala kurtzii ingår i släktet jungfrulinssläktet, och familjen jungfrulinsväxter. Inga underarter finns listade i Catalogue of Life.